# Pararrayos
Un pararrayos es un instrumento cuyo objetivo es atraer un rayo ionizado del aire para conducir la descarga hacia La Tierra, de tal modo que no cause daños a personas o construcciones. Fue inventado en 1750 por Benjamin Franklin. El primer modelo se conoce como «pararrayos Franklin», en homenaje a su inventor.

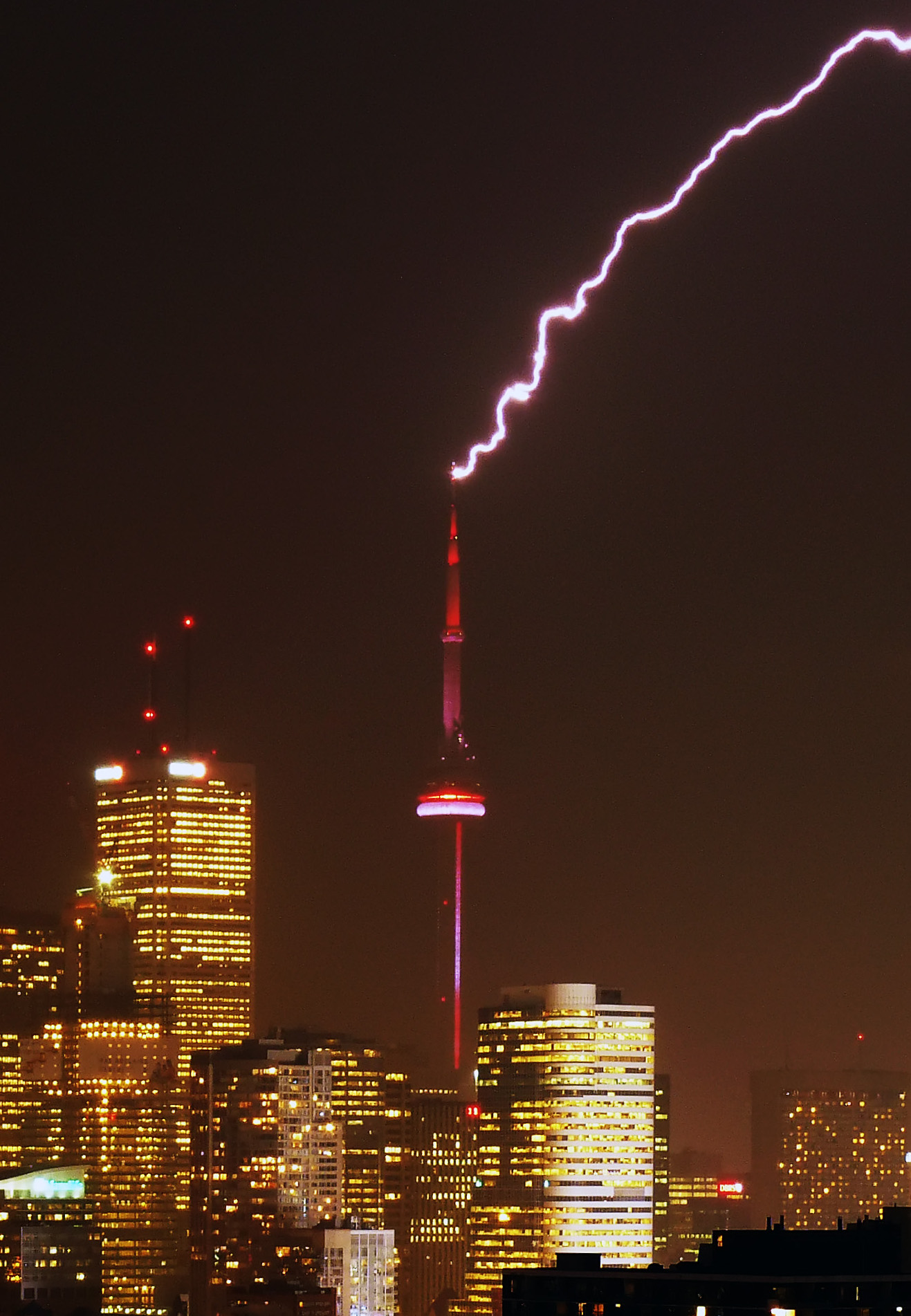
Un rayo golpeando el pararrayos de la CN Tower en Toronto, Canadá.

## Historia
En 1752 Benjamin Franklin inició sus experimentos sobre la electricidad; defendió la hipótesis de que las tormentas son un fenómeno eléctrico y propuso un método efectivo para demostrarlo. En 1753 inventó el pararrayos en América y quizás, independientemente, también fue inventado por el checo Prokop Diviš en 1754.

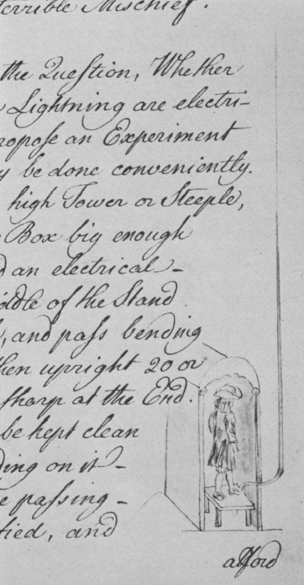
El artículo más antiguo de Franklin acerca de la electricidad.

En 1752 Franklin publicó en Londres, en su famoso almanaque (Poor Richard’s Almanack), un artículo donde propuso la idea de utilizar varillas de acero en punta, sobre los tejados, para protegerse de la caída de los rayos. Su teoría se ensayó en Inglaterra y Francia antes incluso de que él mismo ejecutara su famoso experimento con una cometa en 1752. Inventó el pararrayos y presentó la llamada teoría del fluido único para explicar los dos tipos de electricidad atmosférica, la positiva y negativa...
A partir de entonces nacieron los pararrayos que, contrariamente a lo que indica su nombre, se diseñaron para atraer la descarga y luego conducirla a tierra, lugar donde no ocasiona daños. La confianza de protección era tan grande en la sociedad que, inconscientemente, no contemplaban sus riesgos, e incluso llegaron a diseñarse estéticos paraguas con pararrayos incorporado.
En 1753, el ruso Georg Wilhelm Richmann siguió las investigaciones de Franklin para verificar el efecto de protección, pero en su investigación un impacto de rayo lo fulminó cuando este fue excitado y atraído por el pararrayos, y recibió una descarga eléctrica mortal cuando manipulaba parte de la instalación del pararrayos.
En 1919 Nikola Tesla definió correctamente el principio de funcionamiento del pararrayos, y rebatió las teorías y la técnica de Benjamín Franklin y su patente. Desde entonces, la industria del pararrayos ha evolucionado y se fabrican modelos de distinto diseño, como pararrayos de punta simple, pararrayos con multipuntas o pararrayos con punta electrónica, pero todos con el mismo principio físico de funcionamiento: ionizar el aire a partir de un campo eléctrico natural generado en el suelo por la tormenta, con el principio de excitar y captar los rayos que pudieran caer en la zona que se desea proteger. Una instalación de pararrayos está compuesta, básicamente, de tres elementos: un electrodo captador (pararrayos), una toma de tierra eléctrica y un cable eléctrico para conducir la corriente del rayo, desde el pararrayos a la toma de tierra.

## Estructura y funcionamiento

Esquema de la estructura y el funcionamiento de un pararrayos.

Las instalaciones de pararrayos consisten en un mástil metálico (acero inoxidable, aluminio, cobre o acero) con un cabezal captador. El cabezal tiene muchas formas en función de su primer funcionamiento: puede ser en punta, multipuntas, semiesférico o esférico y debe sobresalir por encima de las partes más altas del edificio para evitar  que una gran cantidad de carga eléctrica provoque daños, como incendios o incluso la muerte de personas o animales. El cabezal está unido a una toma de tierra eléctrica por medio de uno o varios cables de cobre, acero o aluminio. La toma de tierra se construye mediante picas de metal que hacen las funciones de electrodos en el terreno o mediante placas de metal conductoras también enterradas. En principio, se supuso que un pararrayos protege una zona teórica de forma cónica con el vértice en el cabezal donde el radio de la zona de protección depende del ángulo de apertura de cono, y este a su vez depende de cada tipo de protección. Sin embargo, con el paso de tiempo se vio que la forma de calcular el área protegida es más compleja (referencias a la UNE21186, CTE, UNE-EN62305). Las instalaciones de pararrayos se regulan en cada país por guías de recomendación o normas.
El objetivo principal de estos sistemas es reducir los daños que puede provocar la caída de un rayo sobre otros elementos. Muchos instrumentos son vulnerables a las descargas eléctricas, sobre todo en el sector de las telecomunicaciones, electromecánicas, automatización de procesos y servicios, cuando hay una tormenta con actividad eléctrica de rayos. Casi todos los equipos electrónicos incluyen componentes sensibles a las perturbaciones electromagnéticas y variaciones bruscas de la corriente. La fuente más importante de radiación electromagnética es la descarga del rayo en un elemento metálico o, en su caso, en un pararrayos. 
Para que un sistema de protección contra el rayo sea seguro, todos sus elementos deben cumplir con sus respectivas normativas, tanto en sus características como en su instalación.

## Otros tipos de pararrayos
Pararrayos Compensador Múltiple de Campo Eléctrico (C.M.C.E.)
Es un sistema protección contra descargas atmosféricas de alta tecnología, cuenta un captador pasivo diseñado para equilibrar y compensar en todo momento el campo eléctrico variable existente en el entorno, que generan los fenómenos atmosféricos,  anulando de esta manera la formación adelantada del trazador ascendente evitando el impacto del rayo contra la estructura, generando un envolvente de protección en su área de cobertura, drenando las cargas eléctricas a un sistema de tierra, en una corriente que se encuentra a escala de los miliamperes (inofensivas). Este modelo cuenta con certificaciones a estudios de laboratorios, y a normativas estándares a nivel mundial.
"Basada en los principios de funcionamiento de un pararrayos creado por científico Nikola Tesla en su patente 1.266.175, presentado por la misma en el año 1918, un pararrayos de mayor seguridad y funcionalidad muy distinta de lo convencional, ya que por lo general la misma genera inseguridad a causa la potente energía durante la descarga al sistema tierra y sobre todo pérdidas costosas; según las palabras de Dr. Nikola Tesla". El c.m.c.e. es una evolución desarrollada del pararrayos primitivo creado por el físico, que desioniza y equilibra en todo momento las cargas atmosféricas a través de sus compensadores.

### Pararrayos desionizador de carga electrostática
Algunos autores aseguran que gracias a su diseño el pararrayos desionizador de carga electrostática anula el campo eléctrico en las estructuras, inhibiendo por tanto la formación del rayo en la zona que se protege al adelantarse al proceso de formación del rayo, para debilitar el campo eléctrico presente, en débiles corrientes que se fugan a la toma de tierra y evitan posibles impactos de rayos en las estructuras. Otros autores afirman que su presencia no constituye una protección distinta a la otorgada por un pararrayos convencional. Al respecto se ha afirmado que:

«No hay evidencia teórica ni experimental que sustente la posibilidad de impedir la formación del rayo ni de extender la zona de protección más allá de un captor convencional».

Investigaciones de la electrostática de la atmósfera, han demostrado que objetos terminados en punta inmersos en un campo electrostático de suficiente magnitud, generarán flámulas (streamers). Mientras más puntiagudo sea el objeto, más rápidamente se creará la flámula siendo más competitivo el que tiene puntas en todas direcciones. Atendiendo a este fenómeno es frecuente encontrar elementos de protección cada vez con mayor cantidad de elementos puntiagudos, orientados en diversas direcciones. Los elementos constituidos por barras recibirán las descargas eléctricas en ellos mientras  que, aquellos que están constituidos por cientos de agujas agudas en un cuerpo que remeda un cepillo o brocha, canalizan las corrientes electrostática. Son denominados Disipadores Estáticos y están siendo cada vez más utilizados en la protección de estructuras metálicas.
Al igual que ocurre con los pararrayos CMCE, no existe en la actualidad ninguna normativa que regule la fabricación, ensayo e instalación de este tipo de dispositivos.

#### Pararrayos en estructuras metálicas y grúas
Los pararrayos son productos confiables de protección contra rayos para la mayoría de las instalaciones, excepto las estructuras metálicas. La estructura metálica ya está muy expuesta a los rayos y un pararrayos adicional en la parte superior de la misma está aumentando el riesgo de ser golpeado por un rayo. Para los edificios ordinarios, de hormigón, el pararrayos atrae el rayo y transfiere la corriente al cable conductor y deja que la corriente fluya a través del conductor y alcance la tierra.
Cuando el sistema de pararrayos se aplica sobre la estructura metálica, esta es, ya por sí, lo suficientemente conductora, con gran sección metálica, como para que la corriente la prefiera a ella como vía, por lo que salta sobre ella y el flameo o arqueo (flashover) a su alrededor puede dañar el equipamiento adosado  a  la estructura y personas cerca de ella, fenómeno que se verifica en la práctica (o se requiere colocar conductores a tierra conductores de gran sección de metal mejor conductor que la torre, preferentemente barras rectas de cobre convenientemente colocadas). Por eso, los pararrayos no convienen en estructuras metálicas como torres de telecomunicaciones, torres de radio-tv, grúas torre, turbinas eólicas, etc. En estas, las compañías expertas en protección colocan Disipadores Estáticos. Tal como se discute en el epígrafe anterior, la demostración científica acerca de su efectividad real, es difícil de constatar y no se tiene un modelo matemático del fenómeno. Los propietarios de las torres han preferido apostar por otorgar una protección con estos elementos relativamente baratos, fáciles de fijar a las estructuras, no requieren cableado de toma de tierra. A lo largo del uso por años, comparando estadísticas se podrá conocer si, en el orden práctico, esta solución es eficaz o no.

#### Pararrayos en líneas de transmisión de alto voltaje
Las líneas de transmisión de alto voltaje disponen de hilos destinados expresamente para la protección contra el rayo. Aunque son efectivos, en la práctica, aún se observan daños en las líneas dada la impredecible naturaleza de estos fenómenos naturales. Parece coherente la explicación de que el cable, por ser redondo, no contribuye lo suficiente para atraer la descarga ni para canalizar las corrientes electrostáticas que van por delante de la nube cargada. El rayo descarga en los puntos altos y agudos de las torres y en recodos o cambios de curvatura del propio cable. En estos puntos se está prestando particular atención para incrementar la protección de las líneas y se practican recursos como los Disipadores Estáticos.
Pararrayos Compensador de Campo Eléctrico Variable (PDCE o DDCE)

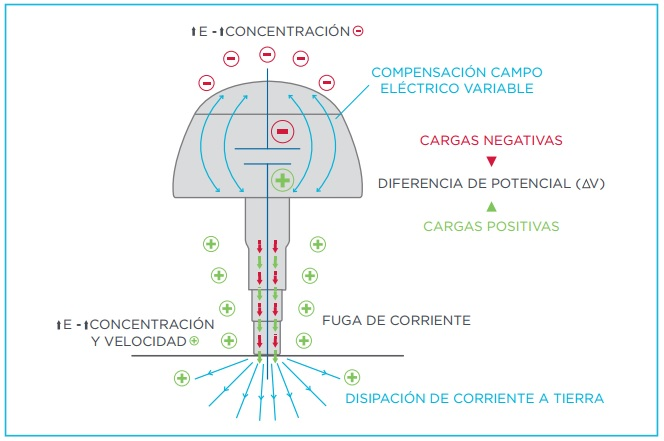
Funcionamiento PDCE/DDCE

Es un sistema captador pasivo diseñado para equilibrar y desionizar en todo momento las cargas eléctricas que generan los fenómenos atmosféricos, cumple esta función a través de compensadores, generando un envolvente de protección en su área de cobertura. Su principio de funcionamiento está basado en compensar, equilibrar el campo eléctrico variable existente en el entorno, de esta manera anula la formación del trazador ascendente adelantándose a la formación del rayo evitando el impacto contra la estructura, drenando las cargas eléctricas a un sistema de tierra, en una corriente que se encuentra a escala de los miliamperes. Este modelo cuenta con certificaciones a estudios de laboratorios, y a normativas estándares a nivel mundial.

### Pararrayos con dispositivo de cebado
Un pararrayos con dispositivo de cebado es un pararrayos que incorpora un dispositivo de cebado (PDC), electrónico o no, que garantiza una mayor altura del punto de impacto del rayo, aumentando así el área de cobertura y facilitando la protección de grandes áreas, simplificando y reduciendo costos de instalación.
Su funcionamiento se basa en el siguiente proceso:
Cuando se dan las condiciones atmosféricas para la formación de nubes con carga eléctrica (cumulonimbus), el gradiente atmosférico aumenta de una forma rápida, creando un campo eléctrico de miles de voltios/metro entre nube y tierra. Durante este proceso, el sistema PDC capta y almacena la energía de la atmósfera en su interior. El cabezal emite un trazador ascendente en forma de impulso de alta frecuencia a partir de la energía almacenada cuando el control de carga detecta que está próxima la caída de un rayo (valor de tensión cercano al de ruptura del gradiente de la atmósfera). Mediante el trazador ascendente, se facilita un camino ionizado de baja impedancia para la descarga hacia tierra de la energía almacenada en la nube, a través del conductor bajante de la instalación, neutralizando el potencial de tierra.
Otro tipo es el Pararrayos PDCE que fue diseñado para reducir el tiempo de una descarga atmosférica, lo que le permite lograr una mayor capacidad en la captura del rayo. Conserva todas sus propiedades técnicas iniciales después de cada descarga y no precisa de fuente de alimentación externa.
La norma UNE 21186 regula la protección contra el rayo mediante pararrayos con dispositivo de cebado . 
El nivel de protección está relacionado con la eficiencia requerida para que un sistema de protección contra el rayo intercepte las descargas sin riesgo para las personas, para la estructura y para las instalaciones. Indica la eficacia del sistema de protección dentro del volumen a proteger.

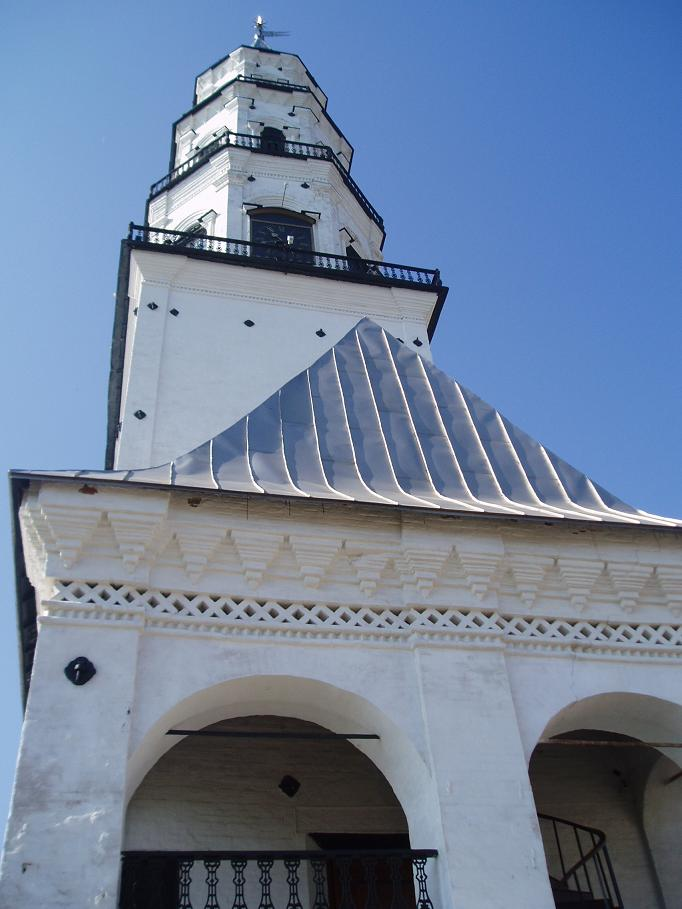
La Torre inclinada de Nevyansk coronada por una barra metálica y puesta a tierra con un complejo sistema de barras de refuerzo.

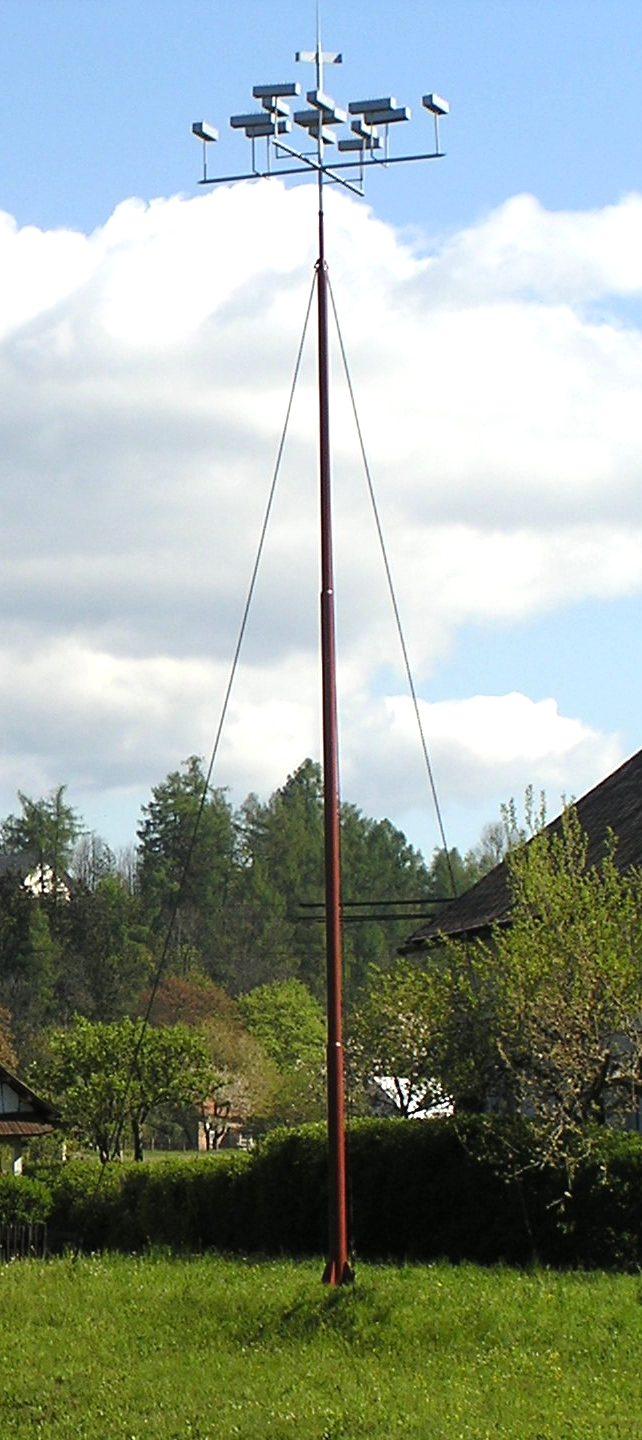
«Machina meteorológica», inventada por Václav Prokop Diviš, que funcionaba como un pararrayos.

## Normativa de pararrayos

### Código Técnico de la Edificación
El Código Técnico de la Edificación (CTE) es un marco normativo de obligado cumplimiento en España en el que se regulan las exigencias básicas de calidad que deben cumplir los edificios, incluidas sus instalaciones, para satisfacer los requisitos básicos de seguridad y habitabilidad, en desarrollo de lo previsto en la disposición adicional segunda de la Ley 38/1999, de 5 de noviembre, de Ordenación de la Edificación (LOE). Es de aplicación en obras de edificación de nueva construcción, obras de ampliación, modificación, reforma o rehabilitación, cambio de actividad o uso del edificio existente.
En la sección de utilización n.º 8 (SU 8) «Seguridad frente al riesgo causado por la acción del rayo», indica la obligatoriedad de instalar dispositivos para la protección externa contra el rayo, en función del índice de riesgo de la instalación a proteger. Además, en su punto B.2 indica que «siempre que se instale un pararrayos es obligatorio disponer de un sistema de protección interno comprendido por dispositivos que reducen los efectos eléctricos y magnéticos de la corriente de descarga atmosférica dentro del espacio a proteger».
En el Código Técnico de la Edificación (CTE) se especifica que "los dispositivos captadores podrán ser puntas Franklin, mallas conductoras y pararrayos con dispositivo de cebado".

### UNE 21186
La norma española UNE 21186 «Protección de estructuras, edificaciones y zonas abiertas mediante pararrayos con dispositivos de cebado» trata la protección mediante pararrayos con dispositivo de cebado, contra los impactos directos del rayo en estructuras corrientes y zonas abiertas (áreas de almacenamiento, áreas de ocio, etc.). Asimismo, contempla la protección contra los efectos del paso de la corriente del rayo por el sistema de protección. También describe los ensayos que deben pasar estos pararrayos para probar sus características (su tiempo de avance, que determina su radio de protección) y para asegurar que soportan condiciones ambientales adversas y corrientes repetidas de rayo. Todo ello, con el objetivo de proteger con la mayor eficacia posible a personas y bienes materiales.

### UNE-EN IEC 62305 "Protección contra el rayo"
Es una norma que consta de cuatro partes, y regula la protección contra el rayo mediante puntas Franklin y mallas.
La norma UNE-EN IEC 62305-1 especifica que "No existen dispositivos o métodos capaces de modificar los fenómenos atmosféricos naturales hasta el punto de impedir las descargas de los rayos."

## Necesidad de los pararrayos

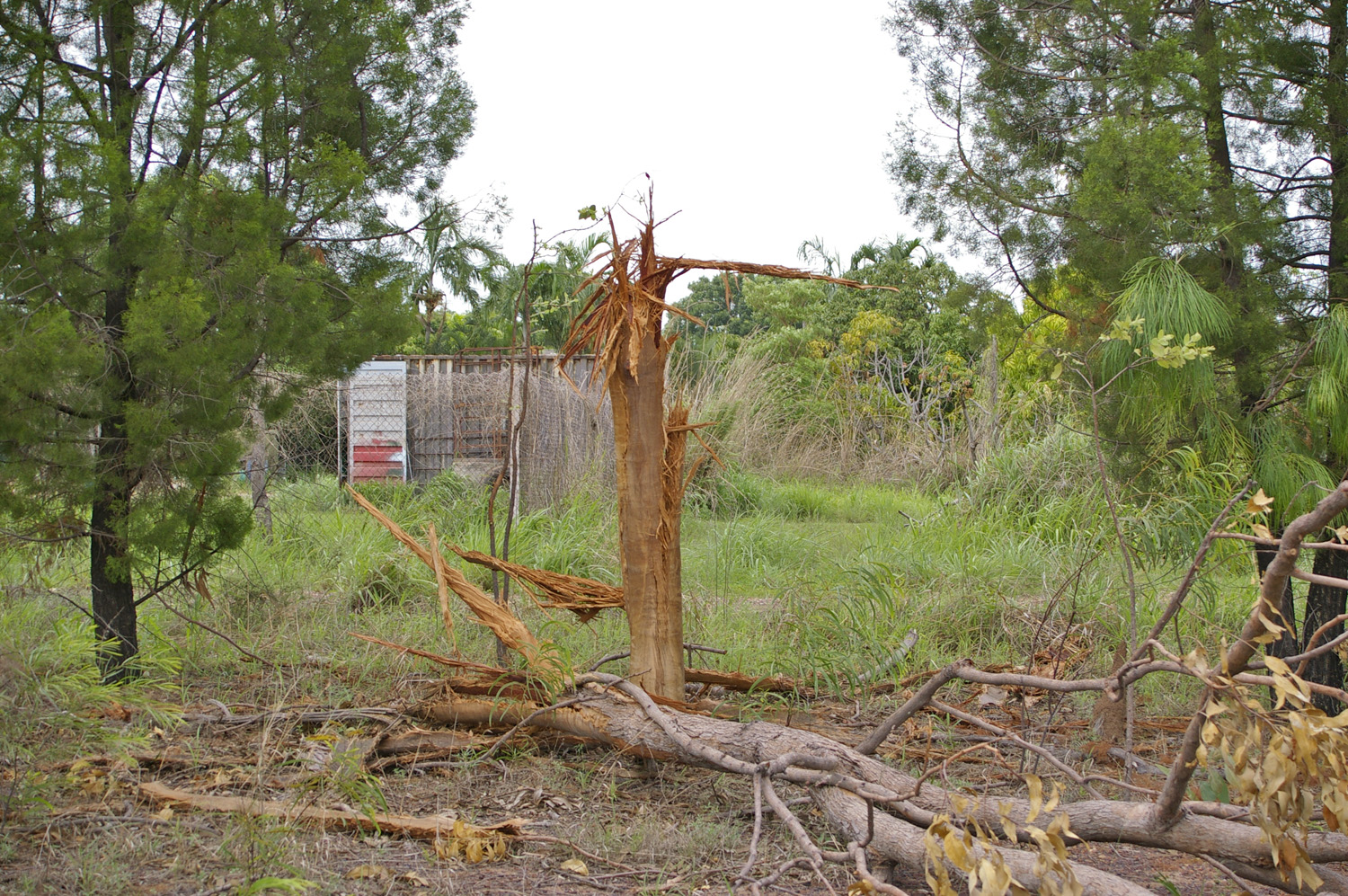
Restos de un eucalipto alcanzado por un rayo.

El rayo es un fenómeno meteorológico que genera severos efectos térmicos, eléctricos y mecánicos, en función de su energía durante la descarga. Se conocen rayos con trayectoria ascendente y descendente, que varían de valor en función de la actividad tormentosa y su situación geográfica. Los valores de corriente que pueden aparecer en un solo rayo oscilan entre 5000 y 350.000 amperios, con una media de 50.000 amperios. Las temporadas de tormentas son cada vez más amplias durante el año y aparecen incluso en invierno; su distribución geográfica es muy variable, y puede haber variaciones importantes en los mapas ceráunicos de la actividad de tormentas y la densidad de rayos. Las normativas de protección contra el rayo (en España, UNE-EN62305 y UNE21186) disponen de guías para el cálculo de riesgo de una estructura y la necesidad de instalar un sistema de protección contra el rayo. 
La elevada intensidad de un rayo puede provocar paro cardíaco o respiratorio por electrocución de un ser vivo, debido al paso de la corriente de descarga. El impacto directo de un rayo provoca daños en las estructuras (edificios, antenas telecomunicaciones, industrias, etc.). El impacto de un rayo disipa calor por el efecto Joule y, por tanto, puede llegar a provocar incendios.
El cambio climático es uno de los mayores causantes del aumento de la actividad de tormentas y del aumento de la densidad de rayos, y por defecto de la aparición de tantos accidentes en instalaciones protegidas con pararrayos en punta.
El aumento de la actividad solar incrementa la actividad eléctrica de la atmósfera, y genera inesperadas tormentas electromagnéticas y termodinámicas que no aparecen en los modelos climáticos ni en las previsiones. Esta actividad eléctrica es, entre otros fenómenos meteorológicos conocidos, otro detonante del aumento de la actividad de rayos nube-tierra o tierra-nube.
Según la Organización Mundial de la Salud (OMS), varios organismos nacionales e internacionales han formulado directrices que establecen límites para la exposición a campos electromagnéticos (CEM) en el trabajo y en los lugares de residencia. En este sentido, estas directrices afectan directamente a las instalaciones de pararrayos, ya que ponen en peligro la continuidad de la industria y la salud de las personas en el trabajo.